# Diệu Tiên (trung tướng)
Diệu Tiên (tiếng Trung: 耀先, 27 tháng 4 năm 1927 – 3 tháng 3 năm 2018) là một phi công chiến đấu Trung Quốc và Trung tướng của Không quân Quân Giải phóng Nhân dân Trung Quốc (PLAAF). Ông đã chiến đấu trong Chiến tranh Trung-Nhật và Chiến tranh Triều Tiên, và sau đó là Phó Tư lệnh Không quân Quân khu Lan Châu và sau đó đồng thời là Tư lệnh của Không quân Quân khu Bắc Kinh và Phó Tư lệnh của Quân khu Bắc Kinh.

## Thuở nhỏ
Diệu Tiên sinh ngày 27 tháng 4 năm 1927 trong một gia đình nông dân ở làng Chu Quan Đồn (朱官屯), huyện Ngọc Điền, tỉnh Hà Bắc. Tên khai sinh của ông là Ngụy Diệu Tiên (魏耀先). Ông đã đến trường năm bảy tuổi, nhưng tham gia lực lượng kháng chiến địa phương khi ông 13 tuổi sau cuộc Chiến tranh Trung – Nhật.

## Sự nghiệp

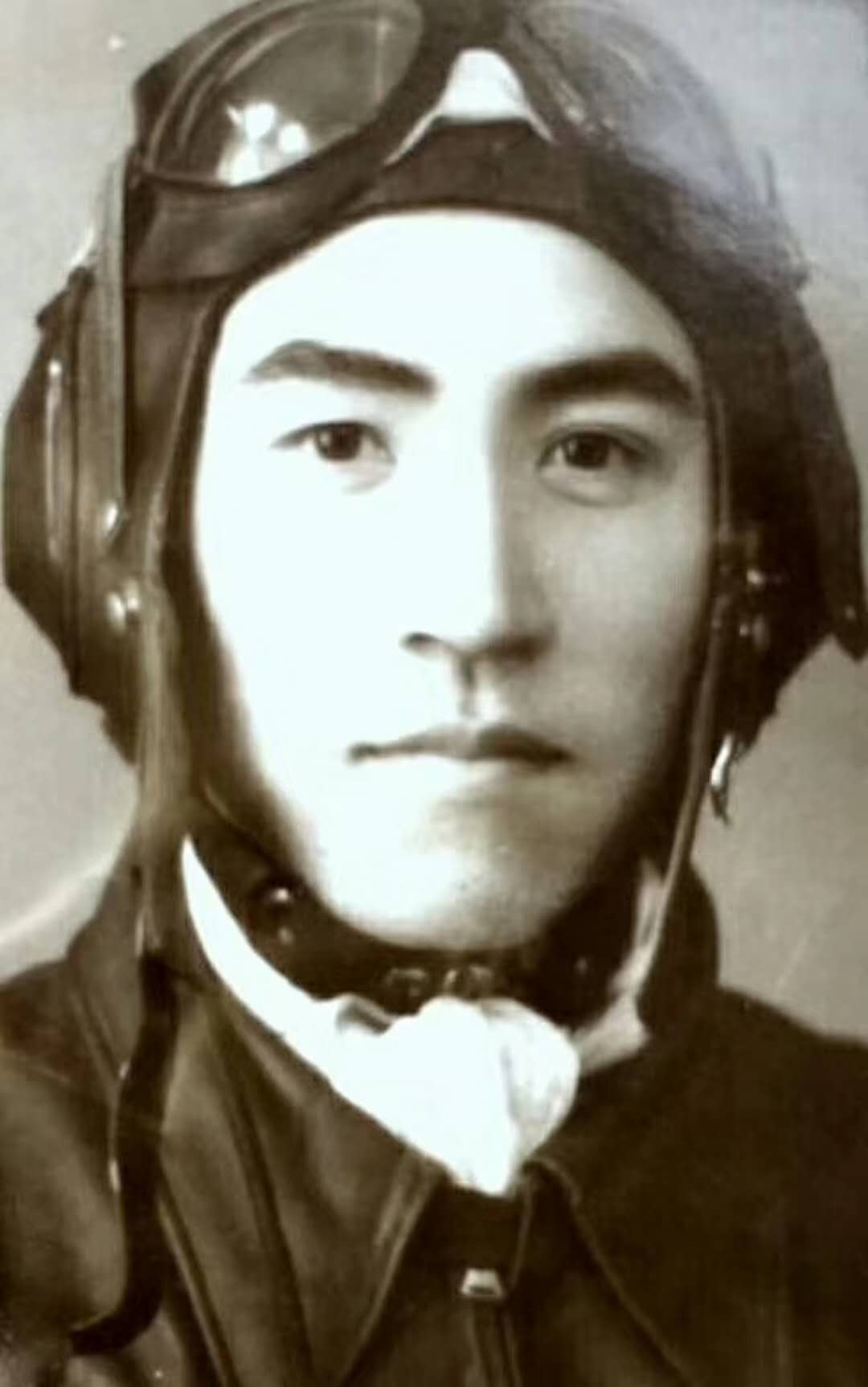
Diệu Tiên

Ông gia nhập Đảng Cộng sản Trung Quốc vào tháng 6 năm 1945 và được tuyển chọn để được đào tạo phi công tại Trường học Hợp chủng Hàng không Lục quân Nhân dân Đông Bắc Trung Quốc (tiền thân của Đại học Không quân Quân Giải phóng Nhân dân Trung Quốc) vào tháng 4 năm 1948. Ông được đưa vào Lữ đoàn hỗn hợp số 7 mới thành lập sau khi tốt nghiệp vào tháng 6 năm 1950, ngay trước khi Chiến tranh Triều Tiên nổ ra.
Năm 1951, đơn vị của ông, Sư đoàn Không quân Tiêm kích số 4 của PLAAF (được tổ chức lại từ Lữ đoàn hỗn hợp số 7) đã được triển khai để chiến đấu tại chiến tranh Triều Tiên. Ông tham gia trận chiến không quân đầu tiên vào ngày 2 tháng 10 năm 1951, ở vùng trời phía trên Anju, Pyongan Nam.
Ông giữ chức vụ phó tư lệnh một phi đội, sau đó được thăng lên tư lệnh. Ngày 17 tháng 5 năm 1953, trong một cuộc không chiến ở phía Bắc của Bình Nhưỡng, phi đội của ông bắn rơi bốn máy bay chiến đấu F-86 Sabre của Mỹ, trong khi chỉ bị hạ hai chiếc MiG-15. Trong chiến tranh, ông được cho là đã bắn hạ một chiếc máy bay F-86 của Mỹ và gây thiệt hại cho hai chiếc khác, và được trao Huân chương hạng nhất.
Sau chiến tranh Triều Tiên, ông đã được thăng cấp thành Trung đoàn trưởng, Tư lệnh sư đoàn và phó Tư lệnh quân đoàn. Năm 1978, ông được bổ nhiệm làm phó Tư lệnh của Không quân Quân khu Lan Châu. Ông được chuyển tới Lực lượng Không quân Quân khu Bắc Kinh (MRAF) vào năm 1987, và được thăng lên Tư lệnh Không quân Quân khu Bắc Kinh và đồng thời là Phó Tư lệnh Quân khu Bắc Kinh năm 1990. Ông được trao tặng quân hàm Trung tướng năm 1988. Ông nghỉ hưu vào tháng 1 năm 1993.

## Cuộc sống cá nhân
Năm 1956, ông kết hôn với Mao Ngọc Phương (毛玉芳), một công nhân dệt may ở Liêu Dương, bà nhìn thấy ông lần đầu tiên trên bìa tạp chí Hàng không và gặp ông khi ông đến nhà máy để phát biểu. Bà đã được nhận vào Học viện Dệt may Thanh Đảo, nhưng đã từ bỏ cơ hội vào học đại học để kết hôn với ông.

## Qua đời
Diệu Tiên qua đời vào buổi sáng ngày 3 tháng 3 năm 2018. Ông qua đời cùng ngày với người bạn bè và đồng nghiệp của mình, cựu chiến binh chiến tranh Triều Tiên là Trung tướng Lâm Hổ. Họ sinh ra trong cùng năm và tốt nghiệp cùng một trường hàng không.